# إسحاق بي. كاميرون
إسحاق بي. كاميرون (بالإنجليزية: Isaac B. Cameron) هو سياسي أمريكي، ولد في 15 يونيو 1851 في المملكة المتحدة، وتوفي في 11 أكتوبر 1930 في كولومبوس في الولايات المتحدة. حزبياً، نشط في الحزب الجمهوري. وقد انتخب أمين صندوق الدولة ‏.